# Ennis del Mar
Ennis Del Mar (nascido em 4 de Setembro de 1944) é o personagem principal do conto Brokeback Mountain de Annie Proulx e da adaptação cinematográfica de mesmo nome, onde foi interpretado pelo ator australiano Heath Ledger. A história de Ennis é descrita com base no complexo relacionamento sexual e amoroso de mais de vinte anos que teve com Jack Twist.

## História do personagem na ficção
Em 1963, procurando emprego na fictícia montanha Brokeback, no Wyoming, Ennis encontra e se apaixona pelo cowboy de rodeio Jack Twist, interpretado pelo ator Jake Gyllenhaal.
Quando os dois jovens de 19 anos começam o trabalho, Ennis fica no acampamento e Jack observa as ovelhas do alto da montanha. No começo, eles só se encontram para as refeições, onde gradualmente se tornam amigos. Depois de um tempo, eles trocam as funções, Jack toma conta dos afazeres no acampamento e Ennis toma conta do rebanho. Certa noite, depois de tomaram uma garaffa de Whisky, Ennis decide ficar na base do acampamento, ao invés de subir a montanha. No começo, Ennis relutava em ao menos passar a noite na mesma barraca que Jack, e mais tarde teriam um intenso encontro sexual. Com o passar do verão, seu relacionamento emocional e sexual se aprofunda mais e mais.
Depois do término do serviço, cada um segue seu rumo. Ennis se casa com Alma Beers (interpretada por Michelle Williams), e começa uma família, tendo duas filhas. Jack vai para o Texas, onde se casa com a filha de fazendeiro Lureen (interpretada por Anne Hathaway) e tem um filho.
Após quatro anos, Ennis recebe um cartão postal de Jack perguntando se ele quer encontrá-lo, pois ele estaria passando por ali. Os rapazes se reencontram, e sua paixão ressurge imediatamente. Jack sustenta a ideia de viverem juntos em um pequeno rancho. Ennis, não querendo deixar sua família e assombrado por um trauma de infância de um caso de tortura e assassinato de um casal homossexual suspeito que vivia em sua cidade, teme que tal relacionamento termine em tragédia. Incapaz de abrir o  relacionamento, Ennis e Jack se encontram em esporádicos acampamentos na montanha.
Conforme os anos passam, o casamento de Ennis se deteriora. Sem que ele soubesse, sua relação com Jack foi descoberta quando Alma os viu se beijando apaixonadamente. Eles se divorciam, Alma tem a guarda das duas meninas e se casa com outro homem. Jack tem a esperança de que o divórcio de Ennis os deixe viverem juntos, mas Ennis se recusa a ficar longe de suas filhas e não se conforma com a ideia de dois homens viverem juntos. Enquanto isso, sua filha Alma Junior, agora na adolescência, o visita periodicamente. Ennis conhece uma garçonete, Cassie Cartwright (interpretada por Linda Cardellini). Em um outro encontro na montanha, em 1983, Ennis insiste que tem que continuar trabalhando e que não pode encontrar-se com Jack novamente antes de novembro. As frutrações de ambos terminam num amargo argumento, que vira uma briga e terminam num abraço desesperado. 
Meses depois, um cartão que Ennis enviou a Jack volta aos correios com a inscrição deceased (falecido). Numa estranha conversa telefônica, Lureen diz a Ennis que Jack morreu em um acidente, tentando trocar um pneu. Enquanto ela explica a Ennis, flashes de Jack sendo espancado por três homens passam pela cabeça de Ennis, ilustrando o medo de Jack não ter sido morto de acidente. Durante a conversa, Lureen diz que Jack virou um alcoólatra. Lureen diz que Jack pediu pras suas cinzas serem espalhadas pela montanha Brokeback quando morresse. Lureen diz a ele para perguntar aos pais do Jack sobre tal decisão.
Ennis visita os pais de Jack e pergunta sobre as cinzas de Jack. O pai de Jack se recusa, insistindo que quer que ele seja enterrado no lote da família. A mãe de Jack é mais receptiva e convida Ennis a visitar o quarto de garoto de Jack. Lá, Ennis encontra duas camisas escondidas no fundo do guarda roupa. As camisas, penduradas uma em cima da outra, eram deles, do último dia que passaram na montanha, em 63. A mãe de Jack oferece-as a Ennis.
Algum tempo depois, Alma Junior visita Ennis. Agora com 19 anos, ela está se preparando para se casar e pede para que o pai a acompanhe no casamento. Ennis reluta, dizendo que tem trabalho a fazer, mas decide que vai aceitar. Curt a ama e ela diz que o ama também.
No final da história, Ennis abre seu armário e mostra as duas camisas que pegou na casa dos pais de Jack, embaixo de um cartão postal da montanha Brokeback. Ennis carinhosamente fecha o botão da camisa de Jack. Com lágrimas nos olhos ele murmura: Jack... Eu juro...

## Orientação sexual
Um mistério sobre Ennis (e Jack Twist também) é qual seria sua orientação sexual correta, já que ele se envolve emocionalmente e sexualmente com Jack, Carrie e Alma.
Alguns críticos de cinema afirmam que ele era bissexual, não exatamente homossexual. O sexólogo Fritz Klein diz que "Ennis é um bocado mais hétero do que homossexual, sendo, assim, bissexual". O próprio Heath Ledger, em entrevista à revista Time, diz: "Eu não acho que o Ennis possa ser tido como Gay. Sem o Jack Twist, acho que isso não aconteceria com ele. Acho que o foco principal do filme é o fato de duas almas terem se apaixonado". O produtor do filme e escritor LGBTQIA+ James Schamus, acha que ambos os personagens eram gays, mas pela pressão da sociedade aquela época, eles não eram totalmente assumidos, e nem podiam, porque homossexualidade ainda era Tabu naquele determinado período.

## Os comentários de Proulx
Em uma entrevista sobre seu trabalho, Proulx cita que "Ennis é um vaqueiro confuso do Wyoming [risos], que se encontra numa crise de identidade sexual que ele não previa nem poderia compreender". Disse também que ambos os personagens eram perseguidos pelo "Mito cowboy". Diz também que "Ennis sempre tenta mudar, mas nunca deixa o trabalho manual do rancho."